# 마나와투 유나이티드
마나와투 유나이티드(Manawatu United)는 뉴질랜드의 팔머스턴 노스에 기반을 둔 축구단이었다.이전에 영하트 마누와투라는 이름에서 2014년 '마나와투 유나이티드'란 이름으로 변경되었다. 뉴질랜드 축구 선수권 대회에 참가했으며 내셔널 유스 리그에 유소년 팀을 배치하기도 하였다. 홈구장 은 메모리얼 파크를 사용했었다.